# Creu de terme de la Manresana (Prats de Rei)
La Creu de terme de la Manresana és una obra gòtica dels Prats de Rei (Anoia) inclosa a l'Inventari del Patrimoni Arquitectònic de Catalunya.

## Descripció
Es tracta d'una creu construïda de pedra damunt d'una columna llisa que es troba recolzada sobre tres graons, que alcen així la creu i la fan visible des de més angle de vista. La creu està decorada amb relleus escultòrics de tema vegetal, mentre que el capitell de la columna és substituït per una peça cilíndrica que conté una sèrie d'escuts de la vila esculpits amb pedra. Actualment només es conserva part de la graonada.